# Любятово (Печорский район)
Любятово — деревня в Печорском районе Псковской области России. Входит в состав сельского поселения «Лавровская волость».
Расположена на юго-западе волости, в 2 км от границы с Латвией и в 5 км от границы с Эстонией. В 5 км к юго-западу от волостного центра, деревни Лавры, и в 34 км к юго-западу от райцентра, города Печоры.

## Население
Численность населения деревни по оценке на конец 2000 года составляла 37 жителей.
| 2001 | 2002 | 2010 |
| ---- | ---- | ---- |
| 37   | ↘30  | ↘24  |